# Bryophilopsis nesta
Bryophilopsis nesta är en fjärilsart som beskrevs av Bainbridge-fletcher 1910. Bryophilopsis nesta ingår i släktet Bryophilopsis och familjen trågspinnare. Inga underarter finns listade i Catalogue of Life.